# نادمولا
نادمولا (به لاتین: Nadmula) یک روستا در بنگلادش است که در استان باریسال و در ناحیه پیروج‌پور واقع شده است.